# Oectropsis pusillus
Oectropsis pusillus là một loài bọ cánh cứng trong họ Cerambycidae.